# 月曜馬劇場
『月曜馬劇場』（げつよううまげきじょう）は、2010年1月11日からグリーンチャンネルで放送されている競馬番組枠である。本番組枠は、競馬そのもののや馬事文化に関する教養性のあるもの、また競馬愛好家によるトークやバラエティーなどを展開している。

## 放送時間
- 初回放送
  - 月曜日 23:00 - 23:30
- 再放送
  - 火曜日 16:30 - 17:00
  - 水曜日 21:30 - 22:00
  - 木曜日 24:00 - 24:30
  - 金曜日 22:30 - 23:00

## 概要
2006年 - 2009年に放送された「Odds On TV!」の実質的な後継枠である。2011年2月28日から同枠で『ハートランド物語』が放送され、「月曜馬劇場」のタイトルではなくなっていたが、2013年1月放送の『ターフからの贈り物』から再び放送されている。
本枠で放送された番組の一部は、「水曜馬スペ!」で単発の続編が放送されたもの、および平日のアグリネット枠で再放送されることが多い。主に、『競馬ワンダラー』シリーズは月曜 - 木曜の11:00 - 11:30、それ以外のレギュラーシリーズは特定曜日の15:00 - 15:30に再放送されるパターンが多い。また当シリーズで放送された番組の続編やスピンオフの単発特別番組である場合には、平日の9:00 - 10:00（月曜以外は同内容の繰り返し）の「グリーンチャンネル傑作選」で放送されることもある。

## 番組内容

### 2010年

#### Gうーまんシリーズ おしえて!競馬の舞台裏
『Odds On TV!』から続く『Gうーまんシリーズ』の第3弾で、『中央競馬中継』のキャスターが関わる仕事の現場を体験リポートする。1月11日から3月29日まで放送された。全12回。
- 第1回「競馬専門紙」村瀬美希
- 第2回「冬の牧場」青山絵美
- 第3回「勝負服」小川真由美
- 第4回・第5回「競馬場」水野由加里、小倉勝茂
- 第6回・第7回「トレーニングセンター」梅田陽子、三遊亭五九楽
- 第8回「競馬学校」荘司典子
- 第9回「馬事公苑」山本潤
- 第10回「競走馬総合研究所」青山絵美
- 第11回「レース映像」岡部玲子
- 第12回「総集編」

#### 亀和田武が行く 競走馬のいる風景
2009年夏に放送された特別番組『馬とともに年中無休 〜土佐黒潮牧場15年目の夏〜』の続編。作家の亀和田武が「馬を愛する人」、「愛情を注がれる馬たち」との出会いと風景を求め、さまざまな場所を訪れた。ナレーターは岡部玲子が務めた。4月5日から6月28日まで放送された。全13回。
- 第1回、第2回、第3回 ホーストラスト「競走馬に安心した余生を送らせてあげたい」
- 第4回、第5回 南相馬市ふれあい牧場「相馬野馬追にかける男たち」
- 第6回、第7回 コスモスホースケア
- 第8回、第9回、第10回 「九州産馬の命を守る」
- 第11回、第12回 写真家・内藤律子
- 第13回 総集編

2012年4月から9月まで『亀和田武が行く競走馬のいる風景2』として続編が放送されている。

#### KEIBAなんでも調査室
競馬ファンの疑問を徹底的に調査して解決する。7月5日から9月27日まで放送された。全13回。
- 室長：六車奈々
- 調査員：池山心、前川紘毅、浅野靖典
- 調査員・美浦支部：赤見千尋

- 第1回「手前をかえるとは?」池山心
- 第2回「馬の蹄鉄」池山心
- 第3回「寝藁の行方」前川紘毅
- 第4回「続・寝藁の行方」前川紘毅
- 第5回「競馬場で開門を待つ人々」浅野靖典
- 第6回「競馬場で1日競馬を楽しむ人々」浅野靖典
- 第7回「競走馬の馬具について」六車奈々
- 第8回「パドックの見方について」浅野靖典・赤見千尋
- 第9回「障害馬の調教について」赤見千尋
- 第10回「競走馬の放牧について」浅野靖典
- 第11回「競馬に関するお宝鑑定について」池山心
- 第12回「競走馬のゼッケン／馬の絵画教室について」前川紘毅
- 第13回「総集編」

#### 岡部フロンティア・NIPPON馬紀行 完結編
「Odds On TV!」の時代から続く、日本の馬事伝承文化を取材したシリーズ『OKABE Frontier・NIPPON馬紀行』の完結編。10月4日放送開始。
- 出演：岡部幸雄、荘司典子

### 2011年

#### うまラボ 〜ランニングフォーム研究所
1月10日から2月14日まで放送。全6回。
- 出演：辻三蔵、村瀬美希

- 第1回「ステイヤーVSスプリンター（前編）」
- 第2回「ステイヤーVSスプリンター（後編）」
- 第3回「グラスホースVSダートホース（前編）」
- 第4回「グラスホースVSダートホース（後編）」
- 第5回「道悪巧者の条件とは?（前編）」
- 第6回「道悪巧者の条件とは?（後編）」

### 2012年

#### 新・競馬ワンダラー
1月9日から3月26日まで放送された。実質的な前身企画である「Odds On TV!」で正編全3部作（他特番2作）から続くもので、近代競馬150周年に寄せての記念番組として、日本の近代競馬の歴史をたどる取材だった。
- 出演：浅野靖典、伊東さな
- ナレーター：村本享太郎

1. 浅野靖典 近代競馬発祥の地、横浜に立つ
2. 近代競馬の礎、根岸の地
3. 近代競馬の成り立ちを知る
4. 東京競馬場のルーツを辿る（1）
5. 東京競馬場のルーツを辿る（2）
6. 東京競馬場のルーツを辿る（3）
7. 中山競馬場のルーツを辿る（1）
8. 中山競馬場のルーツを辿る（2）
9. 靖国神社の競馬場
10. 近代競馬黎明期の競馬場をたずねて
11. 不忍池のほとりで近代競馬
12. 近代競馬の礎、下総御料牧場

### 2013年

#### ターフからの贈り物
レースの裏側に隠された心温まる感動の物語から、時には涙するエピソードを伝える。1月7日から3月25日まで放送された。
- ナビゲーター：金子昇

1. オグリキャップ
2. ステイゴールド
3. スティルインラブ、アパパネ
4. ダイユウサク、マティリアル
5. 記憶に残る名勝負「1999年有馬記念」他（スペシャルウィーク、グラスワンダー、ナリタブライアン、マヤノトップガン）
6. ディープインパクト
7. ヤマニングローバル、カネヒキリ
8. ウオッカ、メジロドーベル
9. テイエムオペラオー
10. ノースフライト、ホクトベガ
11. サクセスブロッケン
12. ウィナーズサークル、アイネスフウジン

#### 教えてGうーまん日本ダービーを学ぶ
4月1日から6月24日まで放送された。

#### 新・競馬ワンダラー2
7月1日から9月30日まで放送された。実質的な前身企画である「Odds On TV!」で正編全3部作（他特番2作）、新編の第1部（近代競馬150周年記念作品。他特番1作）から続くもので、主に関西・中四国・九州地方を訪れた取材の様子を放送した。
- 出演：浅野靖典、谷垣綾南（怪傑!トロピカル丸、ガッキー）
- ナレーター：村本享太郎
- 他に「旅の同行人」として下平さやか（テレビ朝日アナウンサー）がクレジットされていた。

1. 神戸 文明開化の競馬場
2. 土佐 ナイター競馬で大勝負!?
3. 土佐 坂本龍馬にちなんだ競馬場
4. さらば涙の福山競馬場
5. 国東半島の育成牧場
6. 延岡 古の競馬場とジャンカン馬踊
7. カシノの秘密と大隅半島に残る競馬場跡
8. 九州種馬場
9. 串木野の浜競馬
10. 浅野靖典まさかの暴走 九州の休日
11. まだ続く浅野の暴走
12. 異国情緒漂う長崎にあった競馬場
13. 伊万里 古の競馬場を知る古老
14. 小倉ひまわり賞

#### 週刊競馬用語百識〜知って得する競馬の基礎知識100選
10月7日から12月23日まで放送された。1000を超える競馬に関する数々の言葉から競馬用語選定委員会が100の語句を選び、その言葉の意味や歴史などを紹介する。
- 出演：平松さとし、砂岡春奈

1. 秋華賞の歴史に上がり馬あり!
2. エビって何?勝ち馬投票券今昔
3. 斤量と鞍に隠された泣き笑い人生
4. 伝説の3冠馬“あの馬”“この馬”秘話
5. エリ女の勝負服披露
6. 染め分け帽で初の珍事“八つ割帽”とは!?
7. 調教師から厩務員まで
8. トラックマンの内緒話 その多忙な日々
9. 追跡!馬運車の意外な居住性
10. 調教に革命!ポリトラックコースとは!?
11. ムラがけの名馬その極端な戦績そして万馬券トーク
12. 誘導馬の休日を追う!

### 2014年

#### ターフからの贈り物 Season 2
1月6日から3月31日まで放送された。2013年に放送された『Season1』と同様に各馬の名レースシーンなどを振り返る。
- ナビゲーター：金子昇

1. 「トウカイテイオー」〜神が贈った奇跡の馬〜
2. 「デュランダル」〜大外一気のエンターテイナー〜
3. 「ヘヴンリーロマンス」〜展覧で魅せた夢〜
4. 「ヒシミラクル」〜意外性の芦毛伝説〜
5. 「ファレノプシス」〜花ひらく人馬の思い〜
6. 「エイシンプレストン」〜異国で輝く“宝の蹄”〜
7. 「キングカメハメハ」〜時代を拓いた二冠の道〜
8. 「アグネスデジタル」〜飽くなき挑戦者〜
9. 「エアグルーヴ」〜名家が生んだ女傑伝説〜
10. 「マンハッタンカフェ」〜大一番の瞬発力〜
11. 「テイエムオーシャン」〜覚醒した桜の血脈〜
12. 「ダイワメジャー」〜闘志溢れるメジャーの魂〜
13. 「サイレンススズカ」〜心に残る天才アスリート〜

#### 競馬列伝〜ターフの思い出バトル!!
4月7日から6月30日まで放送された。昭和代表の名馬と平成代表の名馬の2つのチームに分かれて、それぞれの名レースなどを語り合って勝負する。
第13回の最終回スペシャルは「水曜馬スペ!」で放送された。
- 出演：ナイツ、稲富菜穂、小塚桃子（#1 - #8）、IMALU（#13）
- 制作：毎日映画社

- #1 - #4：浅草編
- #5 - #8：渋谷編
- #9 - #12：北海道編
- #13：最終回スペシャル

1. みんなが沸いたスター対決!・商売繁盛、低価格のサクセスストーリー対決!
2. 男勝りの女傑対決!・ヨレヨレ逃げ切り馬対決!
3. 絶頂期引退対決!・末脚爆発!驚異の追い上げ対決!
4. ビックリ仰天対決!・偉大な記録を持つ馬対決!
5. エンターテイナー馬対決!・お約束逃走馬対決!
6. 王者の復活馬対決!・得意舞台で大活躍馬対決!
7. ケガからの復活馬対決!・最強のセン馬対決!
8. 最小最強馬列伝!・ライバル熱戦列伝対決!
9. 人馬一体!あの武豊が乗った名馬対決!・芝からダートで大活躍馬対決!
10. 夢を追って走り続けた馬対決!・マイル王最強馬対決!
11. 牝馬の三冠馬対決!・これぞ伝説レース!歴史に残る名勝負対決!
12. G1レース単勝万馬券対決!・お騒がせ名牝激走対決!

#### JRA60周年記念・競馬タイムトリップ
7月7日から9月29日まで放送された。JRA設立60周年を記念して、競馬場やそれに関する場所で起こったニュースやレースなどを振り返る。
- 司会：鈴木淑子
- ゲスト：原良馬、津田麻莉奈（以上 1 - 3）、佐藤浩二（JRA総括監）、岡部玲子（以上 4 - 6）、小堺翔太、井口保子（元ラジオ日本アナウンサー）（以上 7 - 9）、白川次郎（元ラジオNIKKKEIアナウンサー）（10 - 13）、西島まどか（10 - 12）、赤見千尋（元騎手）（13）
- 企画・構成：須田鷹雄
- 制作：毎日映画社

1. 原良馬が選ぶJRA60年10大ニュース
2. 雷鳴轟く日本ダービー
3. デパートで売られたサラブレッド!?
4. 総括監が選ぶJRA60年10大ニュース
5. 馬が走った、厩務員も走った
6. 逃げ切り、接戦、大波乱
7. 井口保子が選ぶJRA60年10大ニュース
8. 昭和45年の旅打ちツアー
9. 帝王を生んだ牝系
10. 白川次郎が選ぶJRA60年10大ニュース
11. 歴史に残るアイドルホース
12. 懐かしの競馬用語“シード”“単枠指定”
13. 地方競馬のお宝映像発掘

#### アメリカ横断 馬旅6000キロ
10月6日から12月22日まで放送された。ロサンゼルスからニューヨークまでダッジ・グランドキャラバンで競馬場や牧場などの関連施設を巡る。全13回。
- 出演：須田鷹雄、井上オークス
- ナレーター：栗田圭
- 制作：デジワン
- 番組テーマ曲：奥田民生「さすらい」

1. 旅の始まりはサンタモニカ
2. まさにアメリカンオークス
3. さらばフェアプレックスパーク
4. 体重制限なしの乗馬倶楽部
5. ビリーザキッドの競馬場
6. クオーターホース名誉の殿堂
7. ヒョウ柄の馬が走る競馬って何ですか?
8. 名物親父、その名はジェイ
9. アメリカ競馬の総本山
10. ハットトリックとの再会
11. 繋駕速歩競走の競馬場
12. ニューヨークの避暑地
13. 旅路の果てに自由の女神で日が暮れる

### 2015年

#### グリーンチャンネル開局20周年記念番組『細江純子の美しきホースマンたち Try Again』
1月5日から3月30日まで放送された。
- 出演：細江純子

#### 淑子の見た北の大地
4月6日から6月29日まで放送された。北海道の競走馬を育成してる牧場を中心に紹介した。
- 出演、ナレーター：鈴木淑子
- 番組テーマ曲：南壽あさ子「冬の旅人」
- 挿入歌：南壽あさ子「わたしのノスタルジア」

1. 7000頭の産声1 G1馬の故郷 それぞれの生産
2. 7000頭の産声2 初めての出産立会い そのとき淑子は
3. 7000頭の産声3 仔馬たちが歩み出す競走馬への第一歩
4. 強い馬づくりを目指す育成の今
5. BTC研修生たちが追う夢
6. 『種牡馬』新たな血脈を求めて
7. 『種付け』牧場の未来を託す生産の原点
8. 母となった名牝たち ラブミーチャン
9. 母となった名牝たち カレンチャン
10. 母となった名牝たち ドナウブルーとメーデイア
11. 馬産地を支えるホッカイドウ競馬の再起
12. ホッカイドウ競馬開幕 産地競馬の未来
13. 旅の終わり あの仔馬に会いに

#### ザ・ベストレースあなたが選んだ名馬たち
7月6日から9月28日まで放送された。
- 出演：大澤幹朗、稲富菜穂

#### グリーンチャンネル開局20周年記念番組『岡部幸雄のLife with horses』
10月5日から12月28日まで放送された。
- 出演：岡部幸雄、梅田陽子
- ナレーター：小堺翔太

1. 久米島馬牧場 前編
2. 久米島馬牧場 後編
3. 石垣島馬広場 前編
4. 石垣島馬広場 後編
5. うみかぜホースファーム 前編
6. うみかぜホースファーム 後編
7. 馬森（まもり）牧場 前編
8. 馬森（まもり）牧場 後編
9. 神田明神編
10. 遠野馬の里 前編
11. 遠野馬の里 後編
12. 毛呂山町のやぶさめ編

### 2016年

#### 新・競馬ワンダラー3
1月4日から3月28日まで放送された。一連のワンダラーシリーズの通算第6作（他特番3作）で、番組未開の地とされた北陸・東北の日本海側、そして本州最北端・青森県までの旅を追った。全12回。
- 出演：浅野靖典、麻生夏子
- ナレーター：村本享太郎
- 制作：デジワン

1. 浅野靖典・旅立ち ワンダラー未踏の地へ
2. 幻と消えた富山競馬場
3. 新潟の競馬遺跡を訪ねて
4. 関屋分水と関屋競馬場
5. 田んぼに刻まれた競馬場跡
6. 日本産サラブレッドのルーツ小岩井農場へ
7. 競馬仲間との出会い 盛岡競馬場へ[2]
8. 秋田競馬場の痕跡を探訪
9. 浅野となっちゃん秋田の馬文化に触れる
10. 津軽に栄えた金木競馬場
11. 青森の名門牧場と競馬を愛した昭和の文人
12. 本州最涯の地へ…

#### タイムトラベル世界の競馬
4月4日から6月27日まで放送された。1970 - 1980年代に、農林放送事業団が製作した世界各国の競馬、馬事文化のドキュメンタリーを抜粋して振り返った。
- 出演：荘司典子
- コメンテーター：須田鷹雄（企画・監修。第1・2回）、合田直弘（第3・4回）、矢野吉彦（第5・6回）、秋山響（第7・8回）、目黒貴子（第9・10回）、鈴木淑子（第11・12回）、浅野靖典（第13回）
- ナレーター：宮島史年

1. 北米の競馬 1
2. 北米の競馬 2
3. ソ連の競馬
4. 東ヨーロッパの競馬
5. イギリスの競馬 1
6. イギリスの競馬 2
7. アルゼンチンの競馬
8. ブラジル・メキシコ・ジャマイカの競馬
9. オセアニアの競馬 1
10. オセアニアの競馬 2
11. フランス・イタリア・スウェーデンの競馬
12. アイルランドとフランスの競馬
13. アジアの競馬

#### 知っトル!?海外馬券
7月4日から9月26日まで放送された。同年10月の凱旋門賞で解禁された、インターネット限定の海外主要競走の馬券の買い方の説明番組。
- 出演：小堺翔太、田中歩

#### 淑子の見た北の大地2016
10月3日から12月26日まで放送された。2015年放送の正編に続く第2章。以下は単発の特別番組として2016年1月に『淑子の見た北の大地 特別篇〜移りゆく季節 ひとり立ちする仔馬たち〜』、2017年8月に『サマープログラム・淑子の見た北の大地2017夏』、2018年3月に『淑子の見た北の大地2018春〜旅立ち、入厩、デビュー、そして 〜』、同年7月に『淑子の見た北の大地2018夏〜再会、そして繋がれる血統〜』、2019年9月に『淑子の見た北の大地2019〜次世代に繋がれる牧場の伝統〜』、2022年8月に『淑子の見た北の大地2022〜レセディラローナ みんなの光〜フィナーレ』が放送された。
- 出演、ナレーション：鈴木淑子
- 番組テーマ曲：南壽あさ子「冬の旅人」
- 挿入歌：南壽あさ子「わたしのノスタルジア」

1. 〜再会 躾に向き合う1歳馬たち〜
2. 〜真冬のホッカイドウ競馬 馴致に向き合う調教師〜
3. 〜母となった名牝たち ジェンティルドンナ&ヴィルシーナ〜
4. 〜母となった名牝たち ハープスター〜
5. 〜母となった名牝たち ホエールキャプチャ〜
6. 〜所縁の牧場に託されたステイゴールド最後の産駒〜
7. 〜新たな船出 種牡馬となったゴールドシップ〜
8. 引退馬の今 サラブレッドの余生を支える人々
9. セリの行方を託されたコンサイナー
10. サマーセール舞台裏 セリ馴致の成果は
11. 始まった騎乗馴致 固く結ばれた馬と人との信頼関係
12. 人を背に 競走馬への本格的な歩み
13. 最終話 積み重ねていくトレーニングの日々

### 2017年

#### 競馬と趣味と僕と。〜ホースマン探訪〜
1月9日から3月27日まで放送された。騎手のレースや調教から離れたプライベートを取材したもの。
- ナビゲーター
  - 山口実香（#1）
  - 瞳ゆゆ（#2）
  - 稲富菜穂（#3, #5）
  - 佐藤美樹（#4）
  - 竹内紫麻（#6）
  - 山本愛子（#7, #11）
  - 梅澤真理子（#8）
  - 小浦愛（#9, #12）
  - 矢作麗（#10）

#### うまのこTIM
4月3日から6月26日まで放送された。
- 出演：TIM（ゴルゴ松本、レッド吉田）

#### 日本列島ダービーの旅
7月3日から9月25日まで放送された。中央競馬の日本ダービーと九州ダービー栄城賞を初めに、全国の地方競馬で行われた2017年度の「ダービーシリーズ」、さらに7月の「ジャパンダートダービー」を取材。
- 出演：小堺翔太、三遊亭五九楽
- ナレーション：奈波果林

1. 日本ダービー（東京競馬場）[3]
2. 九州ダービー栄城賞（佐賀競馬場）[3]
3. 北海優駿（門別競馬場）[4]
4. 東海ダービー（名古屋競馬場）[5]
5. 東京ダービー（大井競馬場）[6]
6. 番外編「ダービー馬に会いに行こう（社台スタリオン編）」
7. 岩手ダービー ダイヤモンドカップ（水沢競馬場）[7]
8. 兵庫ダービー（園田競馬場）[8]
9. 高知優駿（高知競馬場）[8][9]
10. 石川ダービー（金沢競馬場）[8][10]
11. 番外編「ダービー馬に会いに行こう（日高編）」[11]
12. ジャパンダートダービー（大井競馬場）[12]
13. 総集編「ダービーの旅回顧」
14. 番外編・ダービーグランプリ（盛岡競馬場）、ばんえいダービー（帯広競馬場）[13]（2018年1月17日「水曜馬スペ!」にて放送）

#### 未来へ輝け!ヤングジョッキーズファイル2017
10月2日から12月25日まで放送された。ヤングジョッキーズシリーズ（中央、地方の若手騎手限定競走のシリーズ）に連動したもの。2018年度版は「グリーンチャンネルサマープログラム」として2018年7月5日に放送した。
- ナレーター：栗林さみ

1. 横山武史、武藤雅、藤本現暉、藤田凌
2. 野中悠太郎、藤田菜七子、保園翔也
3. 木幡初也、木幡巧也、臼井健太郎、岡村健司
4. 伴啓太、井上敏樹、中越琉世、櫻井光輔
5. 松木大地、塚本雄大、山口以和
6. 坂井瑠星、鮫島克駿、水野翔、山本咲希到
7. 森裕太朗、岩崎翼、渡邊竜也、加藤聡一
8. 川又賢治、富田暁、永井孝典、長谷部駿弥
9. 荻野極、加藤祥太、小林凌、田村直也
10. 城戸義政、三津谷隼人、木村直輝、鈴木祐
11. 義英真、小崎綾也、栗原大河
12. トライアルラウンド西日本地区ダイジェスト&ファイナルラウンド出場騎手紹介
13. トライアルラウンド東日本地区ダイジェスト&ファイナルラウンド出場騎手紹介

### 2018年

#### 競馬書記〜語り部たちの記録
1月15日から3月26日まで放送された。競馬中継を担当してきたアナウンサーや司会者・評論家らを毎回1名ずつ取り上げ、その人物の競馬に対する愛情や情熱を鈴木淑子がインタビューする。
- 聞き手：鈴木淑子
- 書記：大関隼（ラジオNIKKEIスポーツアナウンサー）

1. 長岡一也（元ラジオたんぱアナウンサー）
2. 杉本清（元関西テレビアナウンサー）
3. 原良馬（元デイリースポーツ記者→競馬ライター）
4. 盛山毅（元フジテレビアナウンサー）
5. 北野守（元ラジオたんぱアナウンサー）
6. 久保房郎（元KBS京都アナウンサー）
7. 白川次郎（元ラジオNIKKEIアナウンサー）
8. 井口保子（元ラジオ日本アナウンサー）
9. 大坪元雄（競馬解説者）
10. 蜂谷薫（元毎日放送アナウンサー）
11. 総集編

#### 豪州横断 馬旅5000キロ
4月2日から7月30日まで放送された。2014年10月度の「アメリカ横断6000キロ」に続く海外競馬取材シリーズの第2弾。全18回。
西オーストラリア州のパースからクイーンズランド州のブリスベンまでレンタカーだけでなく列車やバス、飛行機で競馬場のみならず牧場や厩舎などの競馬関連の施設を巡った。
- 出演：須田鷹雄、井上オークス
- ナレーター：小松史法
- 制作：デジワン
- 番組テーマ曲：奥田民生「さすらい」

1. 始まりはパース〜グロースターパーク競馬場1
2. 異国の侍ジョッキー〜グロースターパーク競馬場2、アスコット競馬場
3. 癒しの〜モーフェットビル競馬場、グローブ・ダービー・パーク競馬場1
4. ハネムーンはここ〜グローブ・ダービー・パーク競馬場2、ビクターハーバー
5. お祭り気分・カップデー〜ストラサルビン競馬場1
6. 列車の旅〜ストラサルビン競馬場2、列車移動
7. カレンと滞在した競馬場〜ウェリビー検疫厩舎、TAB
8. ファンファーレをプレゼント〜ラドブロークス・パーク競馬場
9. 世界的名馬たちに会いに行く〜バララット競馬場、リビングレジェンズ
10. オーストラリア競馬の歴史〜リビングレジェンズ、競馬博物館
11. フレミントン競馬場、ムーニーヴァレー競馬場、ウーラマイ競馬場1
12. ウーラマイ競馬場2
13. ウーラマイ競馬場3、イングリスのセリ
14. 芝生きもちいい〜ホークスベリー競馬場
15. 冥途の土産がG1トロフィー〜ワーウィックファーム競馬場
16. 豪州最大級の牧場へ〜アローフィールド牧場、アーミデール競馬場
17. クイーンズランド州のドゥームベン競馬場
18. 旅の終わり〜サンシャインコースト競馬場

#### 浅野靖典の旅うま!
8月6日から9月24日まで放送されていた。地方競馬15場の「旅うまチャレンジスタンプラリー」キャンペーンとの連動企画。
- 出演：浅野靖典、藤嶋美伶[14]（通称：ミリッサ）
- ナレーター：奈波果林
- 番組テーマ曲：Superfly「さすらいの旅人」

1. 大井、船橋
2. 金沢、笠松
3. 浦和、盛岡
4. 名古屋、水沢
5. 帯広、門別
6. 川崎、園田
7. 姫路、佐賀
8. 高知、総集編

- 放送内容

1. 全国制覇を目指して浅野靖典が東奔西走
2. 旅の相方登場。その名はミリッサ。
3. 競馬場のグルメ。黄色いカレーとホルカレー。
4. ダービーデーにスタンプゲット!
5. スタンプ求めて北の大地へ
6. スパーキングな夜とフライデーナイト
7. 復活待たれる競馬場と最西端の競馬場
8. スタンプ集めに夜さり来い

#### うまのこTIM2018
10月1日から12月24日まで放送された。
- 出演：TIM（ゴルゴ松本、レッド吉田）

### 2019年

#### 新・競馬ワンダラー4
1月14日から5月6日まで放送された。今回は北海道の馬産地・馬文化を取り上げたほか、2019年7月3日の「水曜馬スペ!」で、ばんえい競馬の文化を取材した外伝を放送した。
また、同タイトルの外伝と題して2022年9月7日に、「Odds On TV!」で放送し、『競馬ワンダラー』第1シリーズで訪れた荒尾競馬場跡地を、同9月21日には、鳥栖市に移転して50周年を迎えた佐賀競馬場をそれぞれ取材した番組を「水曜馬スぺ!」で放送した。
2023年3月15日の「水曜馬スペ!」で帯広競馬場で会った高校生（中村太陽）が騎手になったその後を放送した。
- 出演：浅野靖典、神実穂
- ナレーター：村本享太郎
- 制作：デジワン

1. 北の大地ふたたび
2. 函館の競馬と浅野靖典
3. 憧れの草ばん馬と浅野靖典
4. 今金と倶知安の競馬場
5. 懐かしの室蘭と浅野靖典
6. 苫小牧の競馬と浅野靖典
7. 門別競馬場と浅野靖典[15]
8. かつての名馬と日高競馬場跡
9. 静内の競馬関連施設巡り
10. 浦河競馬の歴史
11. えりも牧場の歴史と浅野靖典
12. 浦河の馬祭りと浅野靖典
13. 十勝平野と馬の記憶
14. ばんえい競馬と浅野靖典
15. 馬のサファリパークと浅野靖典
16. 馬の嘶き、本別町と馬の歴史
17. 日本最東端の競馬場と浅野靖典
外伝 草ばん馬に焦がれて
外伝 荒尾競馬場よ永遠なれ
外伝 佐賀競馬のうまてなし
外伝 ばん馬の太陽と浅野靖典

#### 徹底リサーチ!平成競走馬進化論
5月13日から6月24日まで放送された。平成の30年間で競馬そして競走馬や、それに関わる人の進化を振り返る。
- MC：小島友実
- 出演
  - 栗山求（#1）
  - 岡田牧雄（#2, #3）
  - 下河辺行雄・下河辺隆行（#4）
  - 鈴木由希子（#5, #6）
  - 辻三蔵（#5, #6）
  - 国枝栄・佐藤勝美（#7）
  - 木實谷雄太・佐藤哲三・高橋敏之・長谷川仁志（＃8）

- テーマ

1. 血統
2. パドックでの馬体 前編
3. パドッグでの馬体 後編
4. 生産・育成
5. 追い切りフォーム（モーション）前編
6. 追い切りフォーム（モーション）後編
7. トレーニングセンター
8. スペシャル（2019年7月17日に「水曜馬スペ!」で放送）

#### Yo!Jockey!
7月1日から9月30日まで放送された。2017年冬季のシリーズ「競馬と趣味と僕と。〜ホースマン探訪〜」とほぼ同じく、騎手のレースや調教から離れたプライベートを取材したもの。
1. 松岡正海
2. 石川裕紀人
3. 石神深一
4. 藤岡佑介
5. 丹内祐次
6. 北村友一
7. 津村明秀
8. 坂井瑠星
9. 三浦皇成
10. 松若風馬
11. 黛弘人
12. 高田潤
13. 丸田恭介
14. 浜中俊
15. （特別編 2019年12月28日 年末特番）小崎綾也、高田潤

2部構成。前半は小崎のニュージーランド遠征の模様、後半は高田が主催するファンとのトーク交流会「たかじゅんNIGHT」を紹介した。

#### うまのこTIM2019
10月7日から12月30日まで放送された。本年度はばんえい競馬・高知競馬場のロケを中心に、ウインズ津軽で行われた「ウインズデー」、東京都内の競馬ファンが集まる居酒屋の取材を織り込んだ。
- 出演：TIM（ゴルゴ松本、レッド吉田）

### 2020年

#### 日本漫遊ウインズの旅
1月20日から5月25日まで放送された。日本国内42か所（パークウインズ=競馬場を除く）ある場外馬券発売所（ウインズ、エクセル）を縦断するスタンプラリーキャンペーン「ウインズ探検隊日本漫遊スタンプラリー」との連動企画で、浅野が全国各地のウインズ・エクセルを取材し、その場所での旅打ちの様子やグルメ・温泉などの観光情報を織り交ぜたものとなっている。
- 出演：浅野靖典
- ゲストレポーター：神実穂（#1, #2, #13, #14, #18, #19）、三遊亭五九楽（#3, #4, #5）、井上オークス（#5, #6, #12, #13）、稲富菜穂（#7, #14, #15, #16）、荘司典子（#8, #9）、ふじポン（#11）、芳野友美（#16, #17, #18）
- ナレーター：奈波果林
- 番組テーマ曲：三浦祐太朗「いい日旅立ち」

1. ウインズ宮崎、ウインズ八代
2. ウインズ佐世保、エクセル博多
3. エクセル田無、ウインズ立川
4. ウインズ石和、エクセル浜松、ウインズ名古屋
5. ウインズ名古屋、ウインズ小郡
6. ウインズ広島、ウインズ米子
7. ウインズ汐留、ウインズ浦和
8. エクセル伊勢佐木、ウインズ横浜、ウインズ新横浜
9. ウインズ川崎、ウインズ新白河
10. ウインズ水沢、ウインズ横手、ウインズ三本木
11. ウインズ津軽、ウインズ盛岡
12. ウインズ神戸、ウインズ姫路
13. ウインズ高松、ウインズ釧路
14. ウインズ札幌、ライトウインズりんくうタウン、ウインズ難波
15. ウインズ道頓堀、ウインズ京都、ウインズ梅田
16. ウインズ梅田、ウインズ浅草
17. ウインズ渋谷、ウインズ新宿
18. ウインズ後楽園、ライトウインズ阿見
19. ウインズ錦糸町、ウインズ銀座

#### 競馬講談〜名馬!名勝負!〜
7月6日から9月28日まで放送されていた。競走馬や調教師、名GIレースなどの蹄跡を寄席で語る。全13回。
- 出演：旭堂南鷹（競馬講談師）

1. ウオッカ
2. エアグルーヴ
3. テイエムオペラオー
4. 橋口弘次郎
5. スペシャルウィーク
6. グラスワンダーVSスペシャルウィーク
7. ディープインパクト
8. オルフェーヴル
9. ホッコータルマエ
10. メイショウサムソン
11. トウカイテイオー
12. キタサンブラック
13. キングカメハメハ

#### 佐藤哲三が選ぶ!四半世紀の名騎乗
10月5日から12月28日まで放送されていた。グリーンチャンネル開局25周年記念特別番組として企画されたもので、視聴者から寄せられたグリーンチャンネル開局以後25年間において、視聴者が最も名騎乗と称えられたレースのアンケートを基に、騎手の騎乗技術について実際に騎手としても活躍した佐藤哲三が解説するというもの。
2021年8月から、毎年2月と8月には「水曜馬スペ!」にて「佐藤哲三が選ぶ!20xx年上半期（下半期）の名騎乗」と題した、当該年度（2月は前年度）のそれぞれ前半戦・後半戦における騎手の名騎乗を解説した続編が放送された。
- ナビゲーター：佐藤哲三（元騎手）
- 聞き手：中野雷太（ラジオNIKKEIアナウンサー）
- 放送内容

1. 1995・1996年度
2. 1997・1998年度
3. 1999・2000年度
4. 2001・2002年度
5. 2003・2004年度
6. 2005・2006年度
7. 2007・2008年度
8. 2009・2010年度
9. 2011・2012年度
10. 2013・2014年度
11. 2015・2016年度
12. 2017・2018年度
13. 2019・2020年度

### 2021年

#### あつまれ!ダビスタもりあがり隊
1月18日から12月27日まで放送されていた。Nintendo Switch版『ダービースタリオン』（通称：ダビスタ）の発売を記念して、とことん遊ぶコーナー。通常当シリーズは1クール（12 - 13回）のものが多い中で、異例の1年間を通してのロングラン放送となった。全50回。
スタジオのMC・ゲストのみならず、視聴者もこのSwitch版『ダビスタ』で育てた愛馬をこの番組に登場させ、「あつもりブリーダーズカップ」なる視聴者参加型トーナメントまでもが開催され、12月に放送された「あつもりファイナルブリーダーズカップ」は川崎競馬場（非開催日に収録）を借り切って行われた。
- 出演：久保孝真（三拍子）、藤原丞（アンダーパー）
- ゲスト
  - インスタントジョンソン（#1, #2, #3, #15, #16）
  - 栗山求（#3, #4, #5, #6, #45, #46）
  - 小堺翔太（#7, #8, #9, #22, #23, #24, #25）
  - 内田敦子（#9, #10, #11）
  - 山本昌（#11, #12, #13, #14）
  - 小塚歩（#17, #18）
  - お兄ちゃん（ビタミンS）（#19, #20, #21）
  - 藤野豊（ファミ通書籍編集部）（#26, #27, #28）
  - 土屋伸之（ナイツ）（#28, #29, #30, #31）
  - SEAMO（#31, #32, #33, #34）
  - 山本昌（#34, #35, #36, #37, #38, #39, #40）
  - 奈波果林（#41, #42, #47, #48, #49, #50）
  - 高倉陵（三拍子）（#47, #48, #49, #50）
  - 柏信圭吾（アンダーパー）（#47, #48, #49, #50）
  - 近藤雅彦（アンダーパー）（#47, #48, #49, #50）

### 2022年

#### ザ・馬券DUEL
1月17日から8月8日まで放送されていた。グリーンチャンネルにゆかりのある競馬愛好家の各界著名人16人がトーナメント方式で馬券を購入する腕を競うコンテストで、1つの対戦につき前後編2週1セットを基本とする。
- 出場者：SEAMO、お兄ちゃん（ビタミンS）、レッド吉田（TIM）、ゴルゴ松本（TIM） 、酒井一圭（純烈）、じゃい（インスタントジョンソン）、高尾紳路、山本昌、見栄晴、徳井健太（平成ノブシコブシ）、蛍原徹、カンニング竹山、キャプテン渡辺、望月隆寛（ダニエルズ）、藤原丞（アンダーパー）、横山ルリカ、リッキー（ブッチャーブラザーズ）[24]

1. 1回戦（1-1） お兄ちゃん×SEAMO
2. 1回戦（1-2） お兄ちゃん×SEAMO
3. 1回戦（2-1） レッド吉田×ゴルゴ松本
4. 1回戦（2-2） レッド吉田×ゴルゴ松本
5. 1回戦（3-1） 酒井一圭×じゃい
6. 1回戦（3-2） 酒井一圭×じゃい
7. 1回戦（4-1） 高尾紳路×山本昌
8. 1回戦（4-2） 高尾紳路×山本昌
9. 1回戦（5-1） 徳井健太×見栄晴
10. 1回戦（5-2） 徳井健太×見栄晴
11. 1回戦（6-1） カンニング竹山×蛍原徹
12. 1回戦（6-2） カンニング竹山×蛍原徹
13. 2回戦（1-1） SEAMO×山本昌
14. 2回戦（1-2） SEAMO×山本昌
15. 2回戦（2-1） 徳井健太×レッド吉田
16. 2回戦（2-2） 徳井健太×レッド吉田
17. 追加1回戦（1-1） キャプテン渡辺×望月隆寛
18. 追加1回戦（1-2） キャプテン渡辺×望月隆寛
19. 追加1回戦（2-1） 藤原丞×横山ルリカ
20. 追加1回戦（2-2） 藤原丞×横山ルリカ
21. 2回戦（3-1） キャプテン渡辺×横山ルリカ
22. 2回戦（3-2） キャプテン渡辺×横山ルリカ
23. 2回戦（4-1） じゃい×リッキー
24. 2回戦（4-2） じゃい×リッキー
25. 準決勝（1-1） 徳井健太×リッキー
26. 準決勝（1-2） 徳井健太×リッキー
27. 準決勝（2-1） 山本昌×横山ルリカ
28. 準決勝（2-2） 山本昌×横山ルリカ
29. 決勝（1-1） 徳井健太×山本昌
30. 決勝（1-2） 徳井健太×山本昌

優勝：山本昌

#### 全日本はずれ馬券委員会（シーズン1）
8月15日から10月31日まで放送された。同番組は、『週刊Gallop』のコラムなどをはじめ、競馬にまつわるエッセー・ノンフィクションを手掛ける作家の藤代三郎を顧問として、視聴者から寄せられた「外れ馬券」にまつわるエピソードを独断と偏見で査定する。10月で「シーズン1」は一旦終了するも、2023年1月期から「シーズン2」として再開する予定であることが公式サイトから発表された。
- 出演
  - 藤代三郎（委員長）
  - 須田鷹雄（委員。第1・2・5・7・9・12回進行）
  - 津田麻莉奈（委員。第1・2・5・7・9・12回進行）
  - レッド吉田（委員。第11回VTR、第3・6回進行）
  - キャプテン渡辺（委員。第2回VTR、第4回進行）
  - 原山実子（委員。第9回VTR、第3・4・6・10・11回進行）、
  - 山本昌（第1回VTR）
  - 稲富菜穂（第2回VTR）
  - 芳野友美（第3回VTR）
  - 辻三蔵（同上）
  - 高尾紳路（第4回VTR）
  - 和賀勇介（同上）
  - 小島友実（第5回VTR）
  - お兄ちゃん（ビタミンS）（同上）
  - 小塚歩（第6回VTR）
  - 赤塚俊彦（同上）
  - 井上オークス（第7回VTR）
  - 藤原丞（第8回VTR）
  - 村本浩平（第10回VTR[26]）
  - 古谷剛彦（同上[26]）
  - 小木茂光（第11回VTR[27]）
  - 若原隆宏（第12回VTR）
  - 荘司典子（第12回VTR[28]）

#### プレイバック競馬クラブ
11月7日から12月26日まで放送された。日本の競馬を彩った名勝負や、思わぬ大穴が飛び出したレースなどを毎回1つ取り上げ、真田ナオキがゲストを交えて、その当時の新聞記事やレース実況映像などを含めて振り返る。また、これとは別に「プレイバック予想クラブ」と題し、当該年度の別の競走を1つ取り上げ、改めて当時の新聞の写しを見ながら予想を立て、結果の出ているレースのVTRを見て答え合わせをするというコーナーもある。
2023年3月1日更新の「水曜馬スペ!」で、真田、お兄ちゃん（ビタミンS）、渡辺、見栄晴の4人による「プレイバック予想クラブ」のコーナーを発展させた『プレイバック競馬クラブ〜第1回プレイバック予想王決定戦〜』が放送された。
1. 1998年・日本ダービー（優勝馬：スペシャルウィーク ゲスト：お兄ちゃん（ビタミンS））
2. 2000年・有馬記念（優勝馬：テイエムオペラオー ゲスト：キャプテン渡辺）
3. 2007年・日本ダービー（優勝馬：ウオッカ ゲスト：キャプテン渡辺）
4. 特別編・名馬たちの新馬戦（ゲスト：お兄ちゃん（ビタミンS））
5. 2005年・日本ダービー（優勝馬：ディープインパクト ゲスト：矢野吉彦）
6. 1995年・天皇賞（秋）（優勝馬：サクラチトセオー ゲスト：見栄晴）
7. 1998年・毎日王冠（優勝馬：サイレンススズカ）、京都大賞典（優勝馬：セイウンスカイ ゲスト：矢野吉彦）
8. 2004年・有馬記念（優勝馬：ゼンノロブロイ ゲスト：見栄晴）

### 2023年

#### 全日本はずれ馬券委員会（シーズン2）
1月16日から3月27日まで放送された。上述2022年8 - 10月のシリーズの続編にあたる。なお、藤代はこのシーズン2の第1回放送直後の1月19日に他界（享年76歳）したため、遺作となったが、藤代の遺志を尊重し、これまで生前に収録された番組はそのまま放送した。また2月27日放送分からはシーズン1・2を含め、過去の放送で特に藤代がうなった高評価を得たエピソードを、一部未放送作品を含めて「総集編」の形式で放送している。
- 出演
  - 藤代三郎（委員長）
  - キャプテン渡辺（委員。第1・2・3・5・6回進行）
  - 原山実子（委員。第1・2・3・5・6回進行）
  - 須田鷹雄（委員。第4回進行）
  - 津田麻莉奈（委員。第4回進行）
  - レッド吉田（委員。第6回進行）
  - 小屋敷彰吾（第1回VTR）
  - 斎藤修（第2回VTR[34]）
  - 馬王（第3回VTR）

#### プレイバック競馬クラブ2
4月3日から6月26日まで放送された。上述2022年11-12月のシリーズの続編にあたる。
1. 1997年・マイルチャンピオンシップ（優勝馬：タイキシャトル ゲスト：土屋伸之）
2. 2006年・ジャパンカップ（優勝馬：ディープインパクト ゲスト：鈴木ショータ）
3. 1996年・日本ダービー（優勝馬：フサイチコンコルド ゲスト:土屋伸之）
4. 2013年・日本ダービー（優勝馬：キズナ ゲスト：鈴木ショータ）
5. 1999年・有馬記念（優勝馬：グラスワンダー ゲスト：早見和真）
6. 1989年・マイルチャンピオンシップ（優勝馬：オグリキャップ ゲスト：市丸博司）
7. 1999年・菊花賞（優勝馬：ナリタトップロード）、2000年・高松宮記念（優勝馬：キングヘイロー ゲスト：早見和真）
8. 1991年・日本ダービー（優勝馬：トウカイテイオー）、2012年・スプリンターズステークス（優勝馬：ロードカナロア ゲスト：市丸博司）
9. 2006年・日本ダービー（優勝馬：メイショウサムソン）、2009年・安田記念（優勝馬：ウオッカ ゲスト：岡部玲子）
10. 1994年・有馬記念（優勝馬：ナリタブライアン）、1996年・高松宮杯（優勝馬：フラワーパーク ゲスト：お兄ちゃん（ビタミンS））
11. 2001年・産経大阪杯（優勝馬：トーホウドリーム ゲスト：岡部玲子）
12. 2009年・日経新春杯（優勝馬：テイエムプリキュア ゲスト：お兄ちゃん（ビタミンS））
13. 1999年・日経賞（優勝馬：セイウンスカイ ゲスト：岡部玲子、お兄ちゃん（ビタミンS））

#### BAR ヒデ to KEIBA
7月3日から9月25日まで放送された。ヒデ（ペナルティ）がBARのオーナーに扮して、ゲストの競馬に関するあらゆるエピソードのみならず、競馬への思いを共有していく全13回（第13回は総集編）。
- オーナー：ヒデ（ペナルティ）
- バーテンダー：明賀愛貴（オフローズ）
- ゲスト
  - 尾上松也（#1・#2）
  - SKE48・太田彩夏（#3・#4）
  - KADOKAWAサクラナイツ・堀慎吾&岡田紗佳（#5・#6）
  - 馬術日本代表・林伸伍&佐藤賢希（#7・#8）
  - サッカー日本代表・栗原勇蔵&ハーフナー・マイク（#9・#10）
  - 将棋棋士・渡辺明（#11・#12）

#### 新・競馬ワンダラー5
10月2日から2024年7月29日まで放送された。今シーズンは、2023年の競馬法100周年を記念して企画され、現存する中央競馬場全10場、及び競馬法で定められつつものちに廃止された旧宮崎競馬場・旧横浜競馬場の計12場と、その直接の前身となる競馬場跡地、関連施設を全国縦断長期取材したものを紹介する。特別編では、2022年に閉鎖、2024年に解体された旧名古屋競馬場（どんこ競馬場）の跡地などを巡った。全39回+特別編3回。
- 出演：浅野靖典、神実穂（1〜39回）、稲富菜穂（40〜42回）
- ナレーター：村本享太郎

1. 競馬法100周年〜日向国・宮崎から東に
2. 宮崎競馬場のルーツを辿る
3. 惜別の荒尾競馬場
4. 九州第2の目的地 小倉競馬場へ
5. 八幡製鉄所があった街〜小倉競馬場のルーツ〜
6. 福山競馬場よ、永遠に
7. 西日本最大の競馬場 阪神競馬場へ
8. 幻となった巨大競馬場〜阪神競馬場のルーツ（1）〜
9. 鳴尾にあった双子の競馬場〜阪神競馬場のルーツ（2）〜
10. 100年の歴史を刻む 新・京都競馬場へ
11. 山あいに残る競馬場の面影〜京都競馬場のルーツ（1）〜
12. 古都・花街にあった競馬場〜京都競馬場のルーツ（2）〜
13. 中央競馬「12番目」の競馬場〜中京競馬場・前編
14. 中央競馬「12番目」の競馬場〜中京競馬場・後編
15. 日本最古の競馬場 横浜競馬場
16. 横浜居留地の競馬場〜横浜競馬場とそのルーツ〜
17. 安田伊左衛門と東京競馬場
18. 日本ダービーの舞台 東京競馬場の馬場を歩く（前編）
19. 日本ダービーの舞台 東京競馬場の馬場を歩く（後編）
20. ダービー発祥の地・目黒競馬場 東京競馬場のルーツ（1）
21. 川崎から池上へ 東京競馬場のルーツ（2）
22. 池上から板橋へ 東京競馬場のルーツ（3）
23. 中山競馬場の馬場を歩く
24. 中山競馬場のルーツ（1） 幻の競馬場
25. 中山競馬場のルーツ（2） 旧中山・松戸競馬場
26. 新潟競馬場の馬場を歩く
27. 新潟競馬場のルーツを辿る 関屋競馬場跡
28. 福島競馬場の馬場を歩く
29. 福島競馬場のルーツ（1） 信夫山・開成山
30. 福島競馬場のルーツ（2） 藤枝競馬場
31. 東北エリアを彷徨う〜宮城・岩手〜
32. 東北から北の大地へ
33. 函館競馬場の馬場を歩く[37]
34. 函館に芽吹いた近代競馬の息吹〜函館競馬場のルーツ〜
35. 終戦前夜 静内で行われた「疎開競馬」
36. 最北端のJRA競馬場 札幌競馬場へ
37. エドウィン・ダンがつくった競馬場〜札幌競馬場のルーツ（1）〜
38. 旧帝国大学にあった2代目競馬場〜札幌競馬場のルーツ（2）〜
39. 開拓の神様に捧げられた競馬〜札幌競馬場ルーツ（3）〜

- 特別編

1. 中京競馬場もう一つの物語
2. 旧名古屋競馬場と場外発売所
3. 旧名古屋競馬場と場外発売所

### 2024年

#### グラフで見る名馬倶楽部
8月5日から12月23日まで放送されていた。名馬に関わったホースマンの方々を招き、名馬達の半生をグラフ化。グラフに可視化することで分かる事実の数々を紹介していく。全21回。
- 出演
  - 清水久嗣、岡部玲子（#1〜#4）
  - 酒井一圭（純烈）（#5〜#9）
  - キャプテン渡辺（#10〜#13）
  - 上重聡（#14〜#15）
  - 見栄晴（#16〜#17）
  - 鈴木淑子（#18〜#21）
- ゲスト
  - 長沼昭利（#1・#2 オジュウチョウサン）
  - 池江泰郎（#3・#4 ゴールドアリュール）
  - 今浪隆利（#5・#6 ソダシ、#7 ゴールドシップ）
  - 小島太（#8・#9 サクラバクシンオー）
  - 坂口正大（#10・#11 キングヘイロー）
  - 国枝栄（#12・#13 アパパネ）
  - 松田国英（#14・#15 ブロードアピール）
  - 鹿戸雄一（#16・#17 エフフォーリア）
  - 根本康広（#18・#19 メリーナイス）
  - 北口浩幸（#20・#21 トウカイテイオー）

### 2025年

#### ザ・馬券DUEL WWW
1月13日から3月31日まで放送された。グリーンチャンネル開局30周年を記念して30にちなみ、三重（30）勝単勝式をテーマに馬券対決トーナメントを開催。単勝3連続的中の成否、単勝3連続的中時の払戻額で競う。
- 出場者：久保孝真（三拍子）、レッド吉田（TIM）、三遊亭五九楽、SEAMO、赤見千尋、徳井健太（平成ノブシコブシ）

1. 1回戦（1-1） 久保孝真×レッド吉田
2. 1回戦（1-2） 久保孝真×レッド吉田
3. 1回戦（2-1） 三遊亭五九楽×SEAMO
4. 1回戦（2-2） 三遊亭五九楽×SEAMO
5. 1回戦（3-1） 赤見千尋×徳井健太
6. 1回戦（3-2） 赤見千尋×徳井健太
7. 準決勝（1-1）
8. 準決勝（1-2）
9. 準決勝（2-1）
10. 準決勝（2-2）
11. 決勝（1）
12. 決勝（2）

#### プレイバック競馬クラブ3
4月7日から6月30日まで放送された。上述2022年11-12月、2023年4月-6月のシリーズの続編にあたる。
1. 2007年・ヴィクトリアマイル（1）（優勝馬：コイウタ ゲスト：前川清）
2. 2007年・ヴィクトリアマイル（2）（優勝馬：コイウタ ゲスト：前川清）
3. 1994年・新馬戦（優勝馬：フジキセキ ゲスト：前川清）
4. 2012年・ジャパンカップダート（優勝馬：ニホンピロアワーズ ゲスト：おがわじゅり）
5. 1992年・天皇賞（秋）（優勝馬：レッツゴーターキン ゲスト：おがわじゅり）
6. 2008年・ジャパンカップダート（優勝馬：カネヒキリ ゲスト：横山ルリカ）
7. 1994年・スプリンターズステークス（優勝馬：サクラバクシンオー ゲスト：上重聡）
8. 2008年・天皇賞（秋）（優勝馬：ウオッカ ゲスト：横山ルリカ）
9. 2009年・有馬記念（優勝馬：ドリームジャーニー ゲスト：上重聡）
10. 1992年・日本ダービー（優勝馬：ミホノブルボン ゲスト：酒井一圭（純烈））
11. 1996年・宝塚記念（優勝馬：マヤノトップガン ゲスト：林健（ギャロップ））
12. 2004年・宝塚記念（優勝馬：タップダンスシチー ゲスト：酒井一圭（純烈））
13. 2003年・有馬記念（優勝馬：シンボリクリスエス ゲスト：林健（ギャロップ））

#### 目指せ!競馬新聞マスター
7月7日から放送されている。
- 出演：亮太（シティホテル3号室 #1～#8）、野口誠（勝馬 #1、#2）、宮崎弘貴(日刊競馬 #3、#4)、藤原有貴（研究ニュース #5、#6）、松永篤（競馬ブック #7、#8）、津田麻莉奈（#9、#10）、加藤剛史（馬サブロー #9、#10）